# Escándalo de la filosofía
El escándalo de la filosofía es el hecho de que en la filosofía, a pesar de su larga historia, ninguna tesis o conocimiento es reconocido como evidente por todos los filósofos.
Karl Jaspers lo describe de la siguiente manera: "Lo que es reconocido por todos por razones imperiosas se ha convertido así en un conocimiento científico, ya no es filosofía, sino que se refiere a un campo especial del conocimiento". Immanuel Kant llamó un escándalo de la filosofía – con respecto a George Berkeley – que para la realidad de las cosas de una prueba. Para Kant, "siempre es un escándalo para la filosofía y la razón humana en general que la existencia de cosas fuera de nosotros [...] simplemente suponer por fe, y, si a alguien se le ocurre dudar de ello, no poder oponerse a él con ninguna prueba satisfactoria". (Kant,3-23, KrV B XXXIX, nota). Martin Heidegger respondió directamente a esto: "El 'escándalo de la filosofía' no consiste en el hecho de que esta demostración esté todavía pendiente, sino en el hecho de que tales pruebas son siempre esperadas e intentadas. No son las pruebas las que son inadecuadas, sino que el modo de ser del ser que prueba y busca está subdeterminado". (§ 43 de Ser y Tiempo, 11.ª ed., p. 217). Consideraba la pregunta de Kant como un problema falso. Dieter Mersch, por su parte, ve en Hans Jonas la ética de lo natural, un enfoque que "permite finalmente disipar el escándalo que se ha aferrado a la filosofía de Heidegger desde el principio: la ausencia de cualquier categoría de lo moral".  El historiador de la filosofía Franz Kröner también ve el "verdadero escándalo de la filosofía [...] en la multiplicidad irreductible y en el descarado conflicto de los puntos de vista filosóficos entre sí". Irónicamente, es un indicio de un escándalo de filosofía para Heinrich Heine cuando considera a la filosofía como el "mal uso de la terminología" "que se inventa específicamente para este propósito". En una contribución más reciente, Andreas Urs Sommer utiliza el término para llamar la atención sobre una discrepancia entre el trabajo teórico de los filósofos y la acción práctica.